# Ligérien
Das Ligérien ist eine geologische Unterstufe des Turoniums. Der Begriff wird für Sedimentschichten des Unterturons im westlichen Frankreich verwendet.

## Etymologie
Die Bezeichnung Ligérien leitet sich ab vom Lateinischen Ligera für den Fluss Loire.

## Verbreitung
Das Ligérien wird in der Touraine (Pariser Becken) in der Nähe von Saumur entlang der Loire angetroffen (Typlokalität des Turoniums), es tritt aber auch im nördlichen Aquitanischen Becken auf.

## Stratigraphie

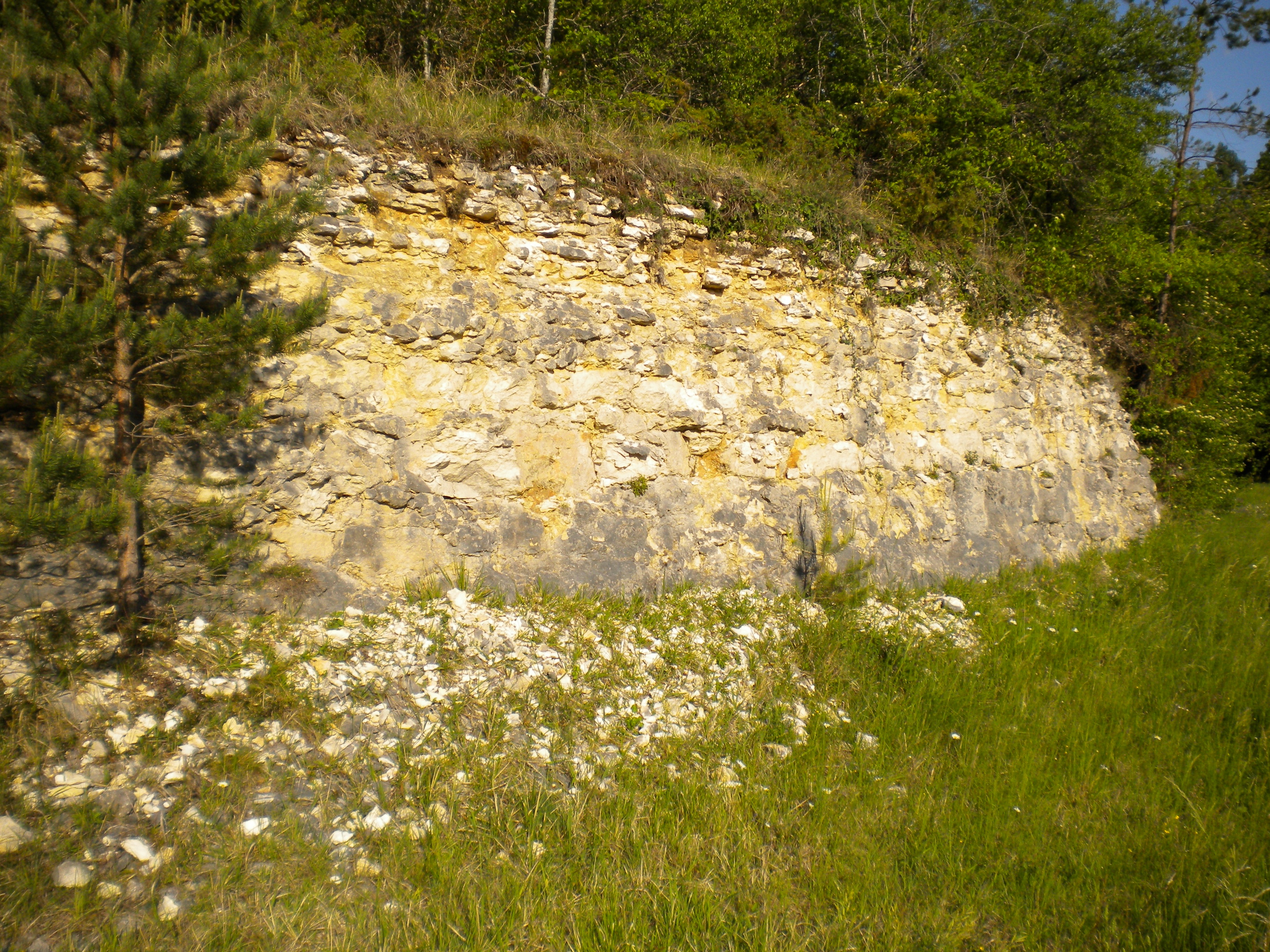
Flachliegendes Ligérien im Nizonne-Tal bei Les Bernardières, Gemeinde Champeaux-et-la-Chapelle-Pommier

Das Ligérien, abgekürzt C3a auf geologischen Karten Frankreichs, ist die unterste Unterstufe des Turoniums und folgt unmittelbar auf das Cenomanium. Es wird vom Angoumien überlagert.
Im nördlichen Aquitanischen Becken zeigt das Ligérien als Villars-Formation folgende Abfolge:
An seiner Basis setzt das Ligérien mit einer Wechselfolge (im Meterbereich) von weißen, kreidigen Kalken und recht dünnen, mehr mergeligen grauen Zwischenlagen ein. Zum Hangenden treten die Mergellagen allmählich zurück und machen dann weißen, massiven, sehr homogenen, kryptokristallinen Kreidekalken Platz (Mächtigkeit 5 bis 10 Meter).
Die Grenzschicht zum Cenoman hat noch detritischen Charakter und kann größere Quarzkörner, kleinere Gerölle sowie zerriebene Lamellibranchia- und Stachelhäuterreste enthalten.
Die Schichtung des Ligériens, wenn zu erkennen, ist typisch knollig bis plattig ausgebildet. Die Kalke zerfallen meist zu kurzen, prismatischen Säulen. Aufgrund ihrer leichten Erodierbarkeit bilden sie den Hangfuß der darüberfolgenden Steilwand des wesentlich kompetenteren Angoumiens. Ackerbaulich werden diese Kalklagen zum Anbau von Getreide genutzt.
Der Übergang zum darüberfolgenden Angoumien erfolgt sehr progressiv, lässt sich aber anhand von erstmaligen detritischen Einschaltungen, Peloiden verschiedener Größenordnungen und häufigen Annelidenröhren sowie dem Verschwinden der pelagischen Foraminiferen definieren. Die untersten 5 bis 8 Meter des Angoumiens lassen sich folglich nur schlecht vom eigentlichen Ligérien unterscheiden; kartographisch werden sie daher meist noch dem Ligérien zugeschlagen.
Die Mächtigkeit des Ligériens im nördlichen Aquitanischen Becken bewegt sich meist zwischen 15 und 20 Meter, kann in Synklinalbereichen aber auch bis auf 42 Meter anschwellen.

## Fossilinhalt
Das Ligérien besitzt eine relativ arme Fossilfauna. Sie besteht im Wesentlichen aus Lamellibranchia wie Arca noueliana (Archenmuschel), Cardium productum (Herzmuschel), Exogyra columba (Auster) und Inoceramus labiatus (Inocerame), aus Gastropoden (Pleurotomaria galliennei), Hexakorallen und aus Bryozoen, im oberen Bereich treten auch noch Anneliden hinzu. Ammoniten wie beispielsweise Collignoniceras peramplum, Eutrophoceras sublaevigatus, Lewesiceras peramplum, Mammites revelieri und Spathites reveliereanum und Nautiloideen wie Nautilus sublaevigatus werden nur sehr selten angetroffen. Die Mikrofauna ist ebenfalls nur wenig diversifiziert, es überwiegen Ostrakoden (in den Mergeln), Textulariida und pelagische Foraminiferen (Hedbergella delrioensis, Heterohelix, Globotruncana). Ferner treten Discorbidae auf und benthische Foraminiferen wie Dorothia sp., Marsonnella oxycona, Eggerella sp., und Tritaxia sp..
Sehr häufig ist das Vorkommen von Wurmbauten und Pyritknollen in den Kreidekalken.

## Ablagerungsbedingungen

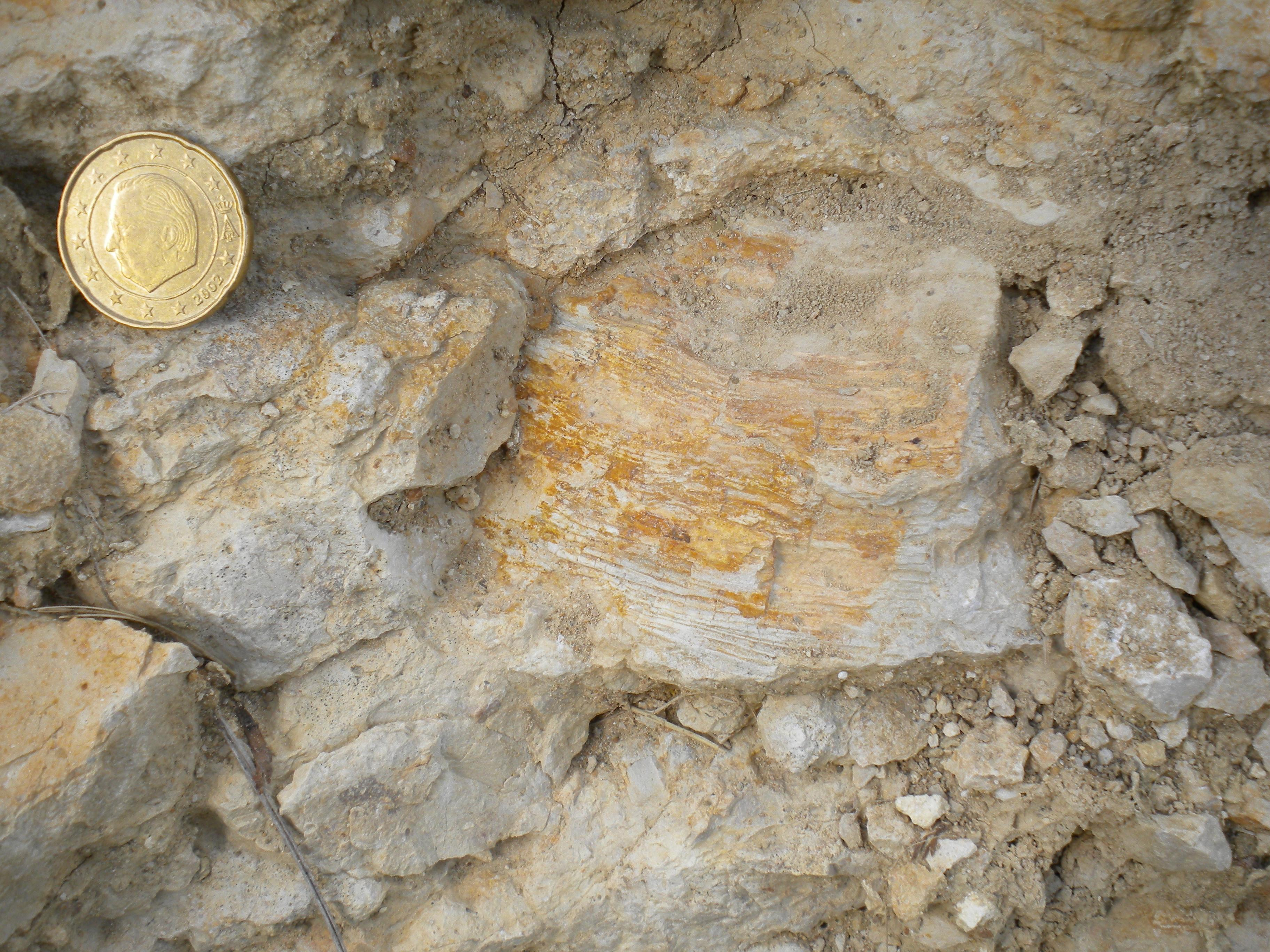
Horizontale Harnischstriemung im Ligérien bei Mareuil

Die sehr feingeriebenen bioklastischen Reste, die pelagischen Foraminiferen und die gelegentlichen Ammonitenfunde lassen auf ein Ablagerungsmilieu schließen, welches den Übergang zum offenen Meer repräsentiert.
Der Meeresspiegel war global während des Ligériens am Ansteigen und erreichte gegen Ende der Unterstufe ein transgressives Maximum, um dann während des Angoumiens wieder abzufallen (das Angoumien ist eine wesentlich küstennähere Fazies). Die Wassertemperaturen waren kurz vor ihrem Optimum im Oberturon sehr hoch.

## Zeitraum
Das Ligérien ist weitestgehend mit dem Unterturon zeitgleich; es repräsentiert daher den Zeitraum 93,5 bis 92,0 Millionen Jahre BP.
Das Ligérien folgt unmittelbar auf das Ozeanische anoxische Ereignis OAE-2, welches das Cenoman beendete (und die Hälfte der Ammonitentaxa auslöschte). 

## Tektonik

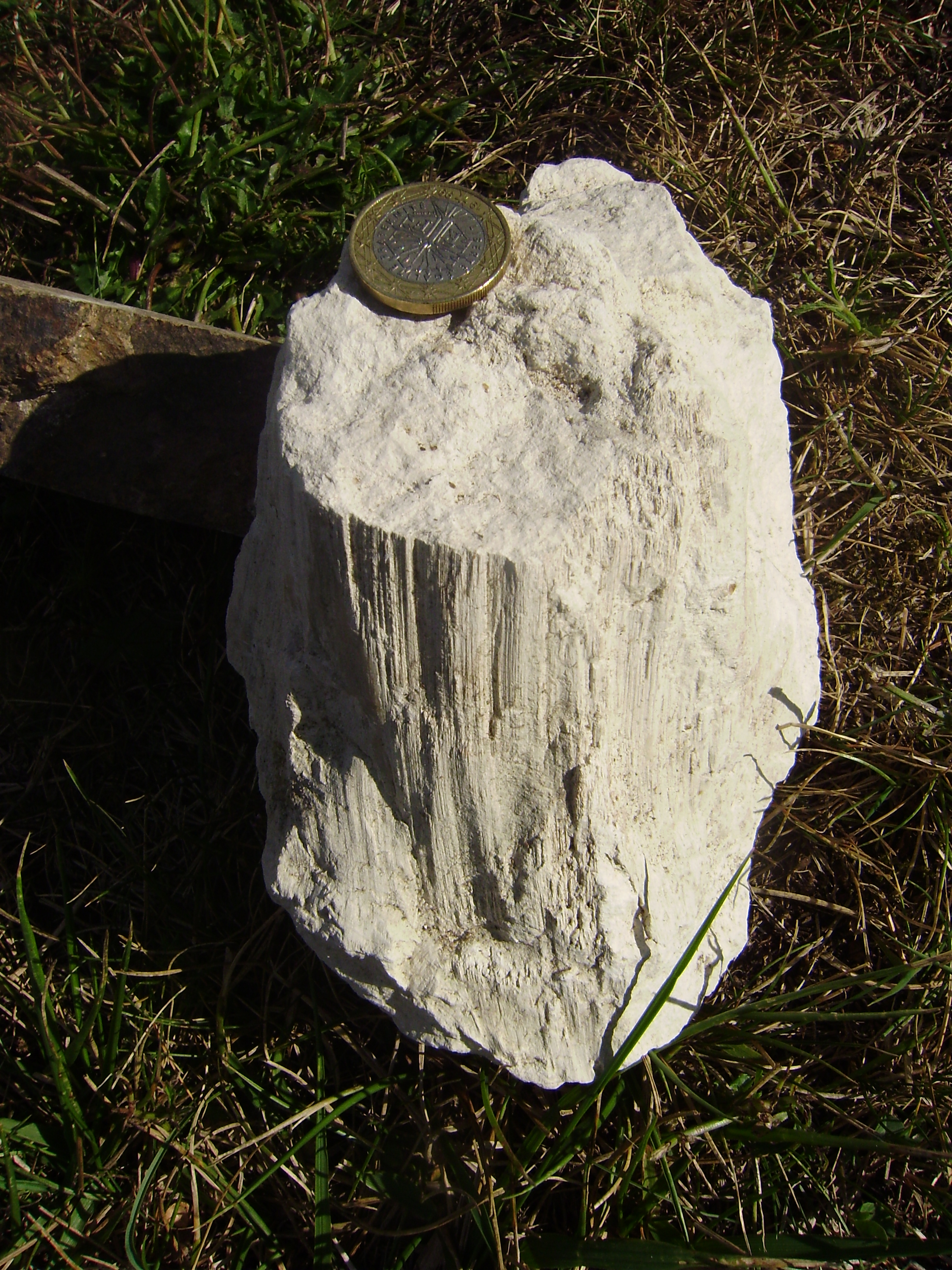
Druckkegel aus dem Ligérien. Fundort nahe Quinsac, Dordogne.

Neben den gemeinhin üblichen Brüchen und Verwerfungen, sowie auch selteneren Horizontalverschiebungen (siehe obenstehende Abbildung), führt das Ligérien reichhaltig Stylolithen und an Elefantenfüsse erinnernde Druckkegel (bis in den Dezimeterbereich gehend), die von Harnischstriemen gesäumt werden. Letztere dürften wahrscheinlich noch während der Diagenese aufgrund differentieller Überlastdrucke angelegt worden sein.